# Ugor (rejon wierchoszyżemski)
Ugor (ros. Угор) – wieś (dieriewnia) w Rosji, w obwodzie kirowskim, w rejonie wierchoszyżemskim. W 2010 liczyła 426 mieszkańców.